# ساموئل ونس (ورزشکار)
ساموئل ونس (انگلیسی: Samuel Vance; ۳۰ مارس ۱۸۷۹ – ۱۶ مهٔ ۱۹۴۷) ورزشکار ورزش تیراندازی اهل کانادا بود.
وی در مسابقات کشوری و بین‌المللی در مجموع برندهٔ ۱ مدال نقره شده‌است.